# Dólar namibio
El dólar namibio (código NAD) es la moneda de curso legal de Namibia desde el año 1993. Se abrevia normalmente con el signo "$" del dólar, o N$ para distinguir esta moneda de otras también llamadas dólar. Se divide en 100 centavos.

## Historia
El dólar sustituyó al rand sudafricano, que había sido el signo monetario vigente del país mientras que estaba bajo dominio de Sudáfrica. El rand sigue siendo moneda de curso legal, pues el dólar de Namibia se liga al rand R1-N$1.
En el año 1990 se empezó a hablar acerca de la creación de una moneda namibia que fuera fijada a la par con el rand. El kalahar fue la moneda propuesta, pues el desierto de Kalahari está situado en Namibia del este, lo cual pareció oportuno nombrar a la moneda de ese modo. El nombre del Banco Central Namibia iba a ser conocido como el Banco de Reserva de Namibia. Las denominaciones del kalahar previstas eran de 2, 5, 10 y 20 kalahar. (Nota: Había dos diseños diferentes para los billetes de 20 kalahar). Sin embargo, esta propuesta no fue exitosa, pero a pesar de ello algunos billetes de kalahar fueron impresos.
El Banco de Namibia publicó los primeros billetes de dólar namibio el 15 de septiembre de 1993, y durante diciembre de ese año, también publicaron las primeras monedas nacionales.

### ¿Dólar o marco?
Durante la fase del planeamiento de la introducción de una nueva divisa nacional que sustituía al rand sudafricano, el Banco nuevamente fundado de Namibia emitió una serie de prueba de monedas denominadas en dólares así como en marcos, para la consideración del ministerio de finanzas de Namibia. La decisión fue adoptar el nombre "dólar" para la divisa del país.
Había también series de monedas del patrón de Namibia denominadas con el nombre rand acuñadas en 1990. Estas monedas se pueden apreciar en el catálogo de monedas "Krause's Unusual World Coins" editado en 2005.

## Monedas
En 1993 se introdujeron todas las denominaciones del dólar namibio. Las acuñación más reciente data de 2010, cuando se introdujo la moneda bimetálica conmemorativa de 10 dólares libre circulación dedicada al 20 aniversario del Banco de Reserva de Namibia, siendo acuñados 5 millones de piezas.
Estas son las características principales de las monedas:
| Denominación               | Emisión | Metal           | Metal           | Forma    | Diámetro | Borde    | Imagen          | Reverso        |
| Denominación               | Emisión | Anillo          | Centro          | Forma    | Diámetro | Borde    | Imagen          | Reverso        |
| -------------------------- | ------- | --------------- | --------------- | -------- | -------- | -------- | --------------- | -------------- |
| 5 Cents                    | 1993    | Acero niquelado | Acero niquelado | Circular |          | Liso     |                 |                |
| 10 Cents                   | 1993    | Acero niquelado | Acero niquelado | Circular |          | Liso     |                 |                |
| 50 Cents                   | 1993    | Acero niquelado | Acero niquelado | Circular |          | Liso     |                 |                |
| 1 Dólar                    | 1993    | Latón           | Latón           | Circular |          | Estriado |                 |                |
| 5 Dólares                  | 1993    | Latón           | Latón           | Circular |          | Estriado |                 |                |
| 10 Dólares (conmemorativa) | 2009    | CuNi            | Latón           | Circular |          |          | Escudo nacional | Dr. Sam Nujoma |

Los años en los que fueron acuñadas monedas de dólar namibio fueron 1993, 1996, 1998, 2000, 2002 y 2010.

## Billetes
Los billetes de dólar namibio tienen estas denominaciones:
- 10 dólares
- 20 dólares
- 50 dólares
- 100 dólares
- 200 dólares